# Check It Out
Check It Out is een nummer van de Amerikaanse rapper Will.i.am en de Trinidadaanse rapster Nicki Minaj uit 2010. Het is de tweede single van Pink Friday, het debuutalbum van Minaj.
In het nummer is Video Killed the Radio Star gesampled, vandaar dat The Buggles ook op de credits staan vermeld als schrijver. Voor Will.i.am was "Check It Out" een solo-uitstapje tijdens de opnames van het Black Eyed Peas-album The Beginning. Het nummer leverde Will.i.am en Minaj in een aantal landen een kleine hit op. Zo bereikte het de 24e positie in de Amerikaanse Billboard Hot 100. In de Nederlandse Top 40 kwam het nummer tot de 27e positie, terwijl in Vlaanderen de 4e positie in de Tipparade werd gehaald.

## Tracklijst
- Cd-single

1. "Check It Out" – 4:11
2. "Check It Out" (Special Mix) (met Cheryl Cole) – 4:11